# Bletia parkinsonii
Bletia parkinsonii là một loài lan.